# Chiperu, Buzău
Chiperu este un sat în comuna Pardoși din județul Buzău, Muntenia, România. Se află în nordul județului, în apropiere de Râmnicu Sărat.